# 僕らのワンダフルデイズ サウンドトラック
『僕らのワンダフルデイズ サウンドトラック』（ぼくらのワンダフルデイズ サウンドトラック）は、映画「僕らのワンダフルデイズ」のサウンドトラック。「シーラカンズ/奥田民生」名義で発売。2009年11月4日発売。発売元はKi/oon Records。

## 概要
- 映画『僕らのワンダフルデイズ』の主題歌、劇中歌を収録したサントラ。楽曲提供は奥田民生。奥田のソロ作品としては「BETTER SONGS OF THE YEARS」以来1年ぶりのリリース。
- 初回生産限定盤と通常盤の2形態で発売。初回盤はDVD付きで、「僕らの旅」のシーラカンズver.とOT ver.の2パターンのPVが収録されている。
- 3曲＋カラオケとシングルのような構成ではあるが、アルバム扱いされている。

## 収録曲
全作詞・作曲・編曲：奥田民生
1. 僕らの旅 / シーラカンズ (3:03)
映画『僕らのワンダフルデイズ』劇中歌
2. ドキドキしよう / シーラカンズ (3:17)
映画『僕らのワンダフルデイズ』劇中歌
3. 雲海 / 奥田民生 (3:47)
映画『僕らのワンダフルデイズ』主題歌
奥田単独名義のアルバムには一度も収録されていない。
4. 僕らの旅 (インストゥルメンタル) / 奥田民生 (3:05)
5. ドキドキしよう (インストゥルメンタル) / 奥田民生 (3:05)

## 初回特典DVD
1. 僕らの旅
2. 僕らの旅 OT ver.

## 参加ミュージシャン
- 奥田民生 - ボーカル、ギター、パーカッション

- シーラカンズ
  - 竹中直人：藤岡徹（ボーカル）
  - 宅麻伸：山本大樹（ギター）
  - 斉藤暁：渡辺一郎（キーボード）
  - 稲垣潤一：日暮圭（ドラム）
  - 段田安則：栗田薫（ベース）